# Pau Football Club
Il Pau Football Club, abbreviato Pau FC, è una squadra di calcio francese rifondata nel 1959 e situata a Pau (Pirenei Atlantici).
Il Pau FC ha origine dal oratorio dei Bleuets de Notre-Dame, ufficialmente creato nel 1920 nel quartiere Mayolis, che raggiunse la massima divisione amatoriale francese all'inizio della stagione 1958-1959. Le autorità religiose ritennero che il livello sportivo del patronato superasse ormai lo stadio di una semplice associazione sportiva di quartiere.
Sotto la guida del suo presidente-fondatore José Bidegain, la squadra principale del patronato dei Bleuets de Notre-Dame diventa il Football-Club de Pau e si trasferisce negli anni '60 allo stadio del Hameau, con l'ambizione di raggiungere le divisioni professionistiche.
Indebolito dalle sue ricorrenti difficoltà finanziarie, che hanno costretto il comune di Pau a intervenire più volte, il FC Pau alla fine subisce la retrocessione e ritorna nella Lega del Sud-Ovest. Nonostante l'ambizione dei dirigenti, il club fallisce nel raggiungere il calcio professionistico. Negli anni '90, il club spende in modo sconsiderato nella sua ricerca dello status professionale, mancando la promozione in seconda divisione più volte. In rovina finanziaria, il FC Pau dichiara fallimento e viene retrocesso nel 1995 nella National 2, il quarto livello del calcio francese.
Il club riparte grazie all'impulso di due ex giocatori, Bernard Laporte-Fray e Joël Lopez, e viene rinominato Pau Football Club. Le finanze vengono rimesse in ordine e il club si stabilizza nella National fino al 2007. Alla fine viene retrocesso nella National 2 e il Pau FC torna in terza divisione all'inizio della stagione 2016-2017.
Due anni dopo, a 59 anni dalla sua fondazione, il Pau FC inaugura il primo stadio della sua storia: il Nouste Camp.
Vincitore del campionato di terza divisione amatoriale nella stagione 2019-2020, il club sta vivendo il periodo più florido della sua storia e cerca di stabilirsi in modo duraturo nel panorama del calcio francese professionistico.

## Storia
La società fu fondata inizialmente nel 1920, fu poi rifondata nel 1959 a causa di problemi economici. Il Pau Football Club è stato fondato ufficialmente il 14 giugno 1995, adottando i colori giallo e blu della città di Pau. Due progetti concorrevano per l'acquisizione: quello di un ex giocatore nella persona di Bernard Laporte-Fray e quello dell'ex presidente del FC Pau dal 1975 al 1991: Pierre Clède.

## Cronistoria
- 1920: fondazione dei Bleuets Notre-Dame de Pau
- 1923: creazione della sezione calcio dei Bleuets Notre-Dame de Pau
- 1951: campione juniores di Francia
- 1956: promozione nella Prima Lega del Sud-Ovest della Francia
- 1958: campione della Prima Lega del Sud-Ovest della Francia. Promozione al Championnat National 2 (all'epoca terza divisione).
- 1959: divisione del club con la costituzione del Football Club de Pau. I volontari e i giovani rimangono con i Bleuets Notre-Dame de Pau.
- 1995: liquidazione giudiziaria dell'FC Pau. Il club cambia di nuovo nome, ora si chiama Pau Football Club. Retrocessione in CFA
- 1998: il Pau FC vince il titolo di Campione Nazionale 2 Gruppo C. Il club ha anche raggiunto gli ottavi di finale della Coupe de France, eliminato dal Paris Saint-Germain.
- 1999: promosso in Championnat National 1.
- 2008: retrocesso in Championnat National 2.
- 2016: promosso in Championnat National.
- 2020: promosso in Ligue 2.

## Organico

### Rosa 2025-2026
Aggiornata al 16 agosto 2025.
Aggiornata al 16 agosto 2025.
| N. |                    | Ruolo | Calciatore       |
| -- | ------------------ | ----- | ---------------- |
| 22 | Francia (bandiera) | P     | Noah Raveyre     |
| 30 | Francia (bandiera) | P     | Esteban Salles   |
| 40 | Francia (bandiera) | P     | Tao Paradowski   |
| 2  | Francia (bandiera) | D     | Tom Pouilly      |
| 3  | Francia (bandiera) | D     | Joseph Kalulu    |
| 4  | Francia (bandiera) | D     | Setigui Karamoko |
| 19 | Guinea (bandiera)  | D     | Ousmane Kanté    |
| 23 | Francia (bandiera) | D     | Anthony Briançon |
| 25 | Francia (bandiera) | D     | Jean Ruiz        |
| 26 | Francia (bandiera) | D     | Neil Glossoa     |

| N. |                      | Ruolo | Calciatore       |
| -- | -------------------- | ----- | ---------------- |
| 11 | Francia (bandiera)   | C     | Kyllian Gasnier  |
| 14 | Francia (bandiera)   | C     | Antonin Bobichon |
| 21 | Francia (bandiera)   | C     | Steeve Beusnard  |
| 34 | Francia (bandiera)   | C     | Salif Lebouath   |
| 36 | Francia (bandiera)   | C     | Titouan Nihouarn |
| 84 | Marocco (bandiera)   | C     | Rayan Touzghar   |
| 97 | Francia (bandiera)   | C     | Daylam Meddah    |
| 99 | Francia (bandiera)   | C     | Tom Gomes        |
| 7  | Guadalupa (bandiera) | A     | Taïryk Arconte   |
| 9  | Senegal (bandiera)   | A     | Pathé Mboup      |
| 10 | Francia (bandiera)   | A     | Giovani Versini  |
| 18 | Marocco (bandiera)   | A     | Omar Sadik       |
| 87 | Algeria (bandiera)   | C     | Edhy Zuliani     |

## Palmarès

### Competizioni nazionali
- Championnat National: 1

2019-2020
- Championnat de France amateur: 2

1997-1998, 2015-2016

### Competizioni regionali
- Coppa d'Aquitania: 3

1983-1984, 1995-1996, 2010-2011